# SB-216,641
SB-216,641 je lek, koji je selektivni antagonist za serotoninski receptor , sa oko 25x većom selektivnošću u odnosu na srodni  receptor. On se koristi u naučnim istraživanjima, i pokazano je da ima anksiolitsko dejstvo u životinjskim studijama.